# Getúlio Pedro da Cruz
Getúlio Pedro da Cruz (Matão, 14 de fevereiro de 1947 – Araraquara, 4 de abril de 2008) foi um futebolista brasileiro que atuava como goleiro.

## Carreira
Getúlio iniciou sua carreira futebolística na Ferroviária de Araraquara.
Em 1968, participou dos Jogos Olímpicos do México. No torneio, Getúlio foi titular e disputou as três partidas da fase de grupos da Seleção Brasileira contra Espanha, Japão e Nigéria. Totalizou dez jogos pela Seleção Olímpica, todos em 1968.
No dia 16 de junho de 1971, a diretoria do América-SP contratou o goleiro por empréstimo junto ao XV de Piracicaba, para substituir Reis que decidiu encerrar a carreira. Ficou no clube até o ano seguinte.
Em 1974, chegou ao São Paulo. Estreou em 9 de junho, em partida contra o Corinthians, na qual, aos 40 minutos do segundo tempo, defendeu a cobrança de pênalti de Marco Antônio. Ficou somente naquele ano no clube, pelo qual fez apenas seis jogos.
Em 1977, chegou a ser suspenso pelo TJD da Federação Paulista porque o laudo de um exame antidoping revelou que ele atuara sob o efeito de substancia considerada estimulante.
Ficou no XV até 1980.